# Wieżowiec Europa w Wilnie
Wieżowiec Europa (lit. Europos bokštas) – najwyższy wieżowiec w krajach bałtyckich, znajduje się w centrum Wilna, w dzielnicy biznesowej Śnipiszki. Ma wysokość 129 m. Budynek został ukończony i oficjalnie otwarty 1 maja 2004 r. w ramach obchodów wejścia Litwy do Unii Europejskiej. Wieżowiec jest symbolem nowoczesnego Wilna, taras widokowy znajduje się na wysokości 114 m.

## Historia projektu
Pierwsze zapowiedzi dotyczące budowy obiektu pojawiły się w internecie w 2002 r. Pierwotny projekt miał trzydzieści pięter. Później dodano jeszcze trzy dodatkowe piętra, ta zmiana w architekturze wywołała konfrontacje z różnych agencji dziedzictwa kulturowego. Jednak projekt został zatwierdzony przez władze rejonu miejskiego Wilno i zaczęto budować wieżowiec według nowego planu. Budowa rozpoczęła się pod koniec 2002 r., a zakończyła w maju 2004.

## Galeria

Wieżowiec Europa w Wilnie
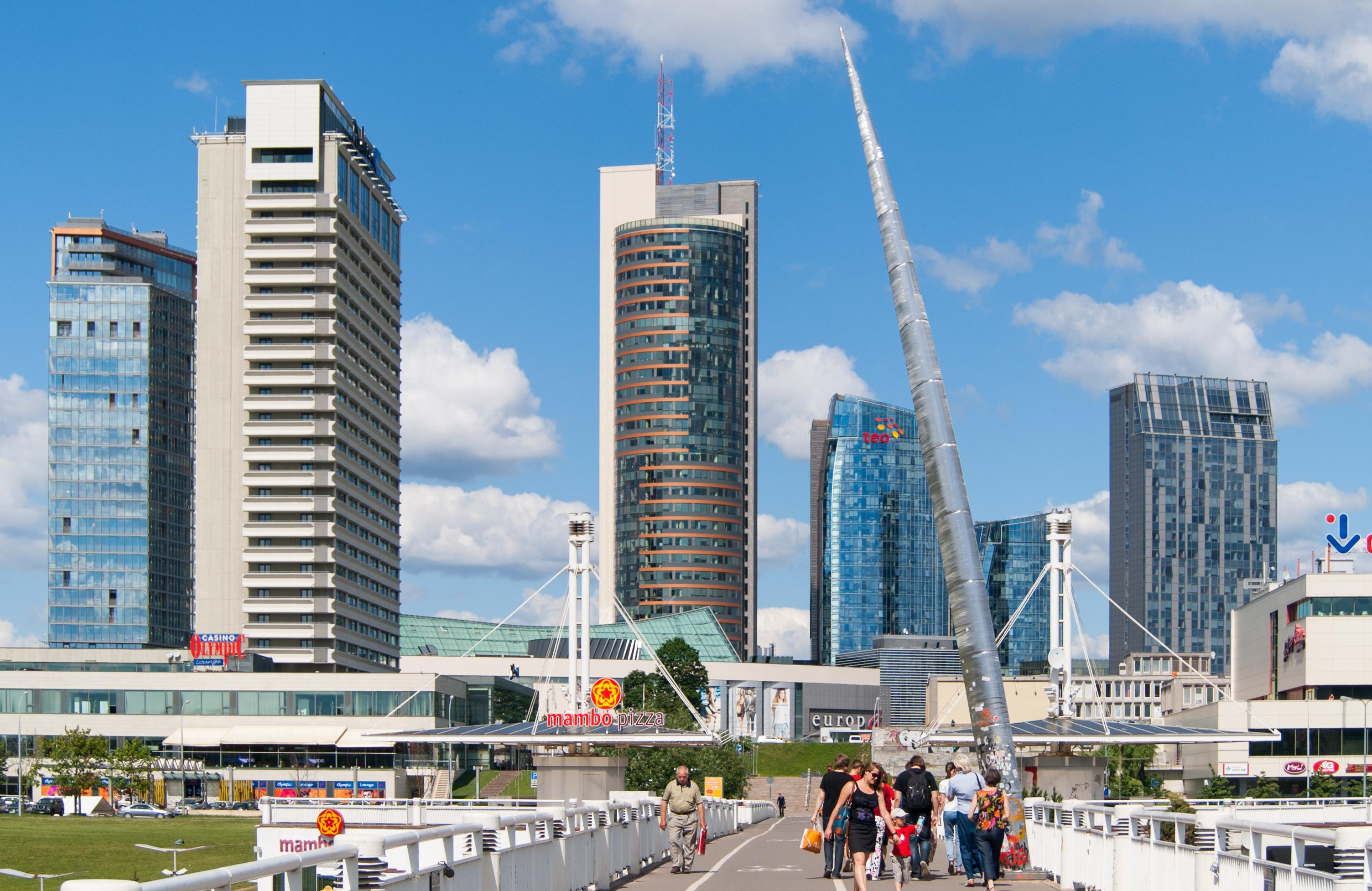
na tle nowego centrum miasta, 2013
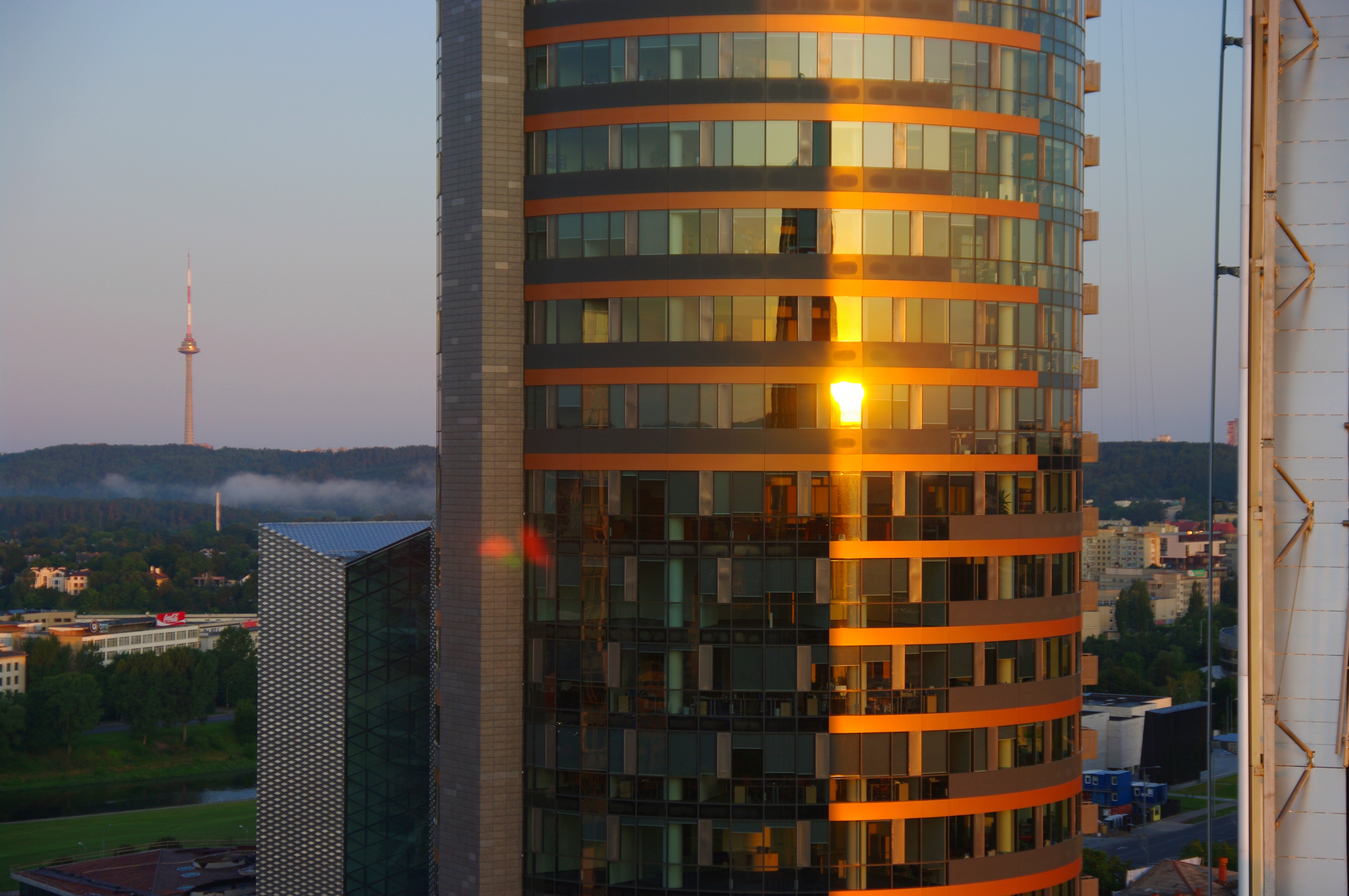